# Abel Terevarua
Abel Terevarua (2 febbraio 1976) è un ex calciatore tahitiano, di ruolo centrocampista.

## Carriera

### Nazionale
Ha debuttato in Nazionale il 5 luglio 2002, in Nuova Zelanda-Tahiti (4-0), subentrando a Vehia Maurirere al minuto 62. Ha messo a segno la sua prima rete con la maglia della Nazionale il 30 giugno 2003, in Tahiti-Micronesia (17-0), siglando la rete del momentaneo 16-0 al minuto 81. Ha partecipato, con la Nazionale, alla Coppa d'Oceania 2002. Ha collezionato in totale, con la maglia della Nazionale, 11 presenze e una rete.